# Языки Турции
В Турции представлено значительное количество языков, хотя бо́льшая часть населения (не меньше 80 %) говорит только по-турецки. Турецкий является единственным официальным языком страны. Как гласит 42 статья Конституции Турции:

Никакой язык, кроме турецкого, не должен преподаваться в качестве родного языка турецким гражданам в любых образовательных учебных учреждениях. Иностранные языки, которые необходимо преподавать в образовательных учебных учреждениях, и правила, которым нужно следовать при проведении обучения в школах с изучением иностранных языков, определяются законом. Положения международных соглашений сохраняются.— Конституция Турции (Турецкой Республики) от 7 ноября 1982 г
Такой официальный взгляд нередко порицается правозащитными организациями, так как, согласно официальной точке зрения, в стране есть только три этно-языковых меньшинства: греки, армяне и евреи, права которых гарантированы Лозаннским мирным договором 1923 года. Разговоры о каких-либо других меньшинствах турецкое правительство считает сепаратизмом. Согласно Лозаннскому договору, официально признанными языками меньшинств являются армянский, греческий и иврит.
Тем не менее в стране говорят примерно на 50 языках, носители которых, по разным оценкам, составляют от 10 до 25 % населения Турции. Крупнейшими языками после турецкого является курдский (диалекты курманджи и зазаки), носителями которого являются курды. Именно из-за разных оценок численности этих языков (как и вообще курдов в Турции) столь разнится общая численность нетурецкого населения страны.
Последняя перепись населения Турции, в которой задавался вопрос о языке, была проведена в 1965 году. Хотя нередко считается, что данные о языках меньшинств в ней заметно занижены, она с одной стороны даёт минимальное число говорящих, а с другой — достаточно верное распределение по провинциям. В случае отсутствия других надёжных оценок для многих языков ниже в таблице приводятся данные именно этой переписи. Следует иметь в виду, что данные по каждому языку в этой переписи делятся на две категории: «говорящих на данном языке как на родном» и «говорящих на данном языке как на втором». Тем не менее, по свидетельствам, в первую категорию попадали люди, совсем не говорившие по-турецки, а во вторую — владевшие им в какой-то степени, не важно как первым, вторым или третьим, поэтому ниже для каждого языка эти цифры суммированы.

## Таблица
| Название | Численность                                                                        | Семья: ветвь                | Комментарии |
| --- | ---------------------------------------------------------------------------------- | --------------------------- | --- |
| албанский | 53520 (1965, перепись)                                                             | ИЕ: албанский               | переселились в XX веке |
| западноармянский | 80 тыс. = 56286 (1965, перепись) + 24 тыс. армяноговорящих хемшинов (1975)         | ИЕ: армянская               | в основном Стамбул + несколько деревень + хемшины в Артвине                                                                                |
| понтийский язык | 4535 (1965, перепись)                                                              | ИЕ: греческая               | греки-мусульмане в провинции Трабзон |
| новогреческий язык | 125705 (1965, перепись)                                                            | ИЕ: греческая               | христиане (Стамбул и др.) + критяне-мусульмане                                                                                             |
| каппадокийский греческий язык | 0                                                                                  | ИЕ: греческая               | в Турции видимо не осталось после 1923 года                                                                                                |
| домари (цыганско-турецкий) | 28500 (2000)                                                                       | ИЕ: индоарийская            | оценки очень приблизительны |
| европейско-цыганский | 280000 (2000)                                                                      | ИЕ: индоарийская            | оценки очень приблизительны |
| осетинский | 8943 (1975)                                                                        | ИЕ: иранская                | |
| курдский | 26 500 000 — 27 500 000 (курманджи — 25 000 000, зазаки — 1,5-2,5 млн (1998/1999)) | ИЕ: иранская                | 3973 тыс. по переписи 1965 |
| персидский | 500000                                                                             | ИЕ: иранская                | недавние иммигранты |
| сефардский язык | 21000 (1965, перепись)                                                             | ИЕ: романская               | переселились из Испании в XV веке |
| румынский язык | 7368 (1965, перепись)                                                              | ИЕ: романская               | переселились в XX веке |
| арумынский язык и мегленорумынский язык | ??                                                                                 | ИЕ: романская               | переселились в XX веке |
| болгарский язык | 300000 (2001), 101328 (1965, перепись)                                             | ИЕ: славянская              | в основном помаки, переселились в XX веке                                                                                                  |
| боснийский язык | 122350 (1965, перепись)                                                            | ИЕ: славянская              | переселились в XX веке |
| русский язык | 2010 (1960, перепись) + ок. 50 тыс. после 1990 года                                | ИЕ: славянская              | остатки поселенцев XIX века, почти все уехали в Россию в 1962 году                                                                         |
| польский язык | 80 (1989), 501 (1965, перепись)                                                    | ИЕ: славянская              | 1 деревня переселенцев с 1839 года |
| грузинский язык | 83306 (1965, перепись)                                                             | картвельская                | |
| лазский язык | 85108 (1965, перепись), 250000 (1983)                                              | картвельская                | |
| сиро-месопотамский арабский язык | 544649 (1965, перепись), ок. 1 млн. (1992)                                         | Семитская семья: аравийская | Arabic, North Mesopotamian Spoken (400т), Mesopotamian Spoken Arabic (100,000), North Levantine Spoken Arabic (500,000),                   |
| туройо | 20000 (1967), 3000 (1994)                                                          | Семитская: арамейская       | |
| млахсо | 0                                                                                  | Семитская: арамейская       | остатки переселились в Сирию в XX веке, где последний носитель умер в 1998 году                                                            |
| северо-восточные новоарамейские языки (северобохтанский, юго-западный христианско-арамейский, северный ХА, центральный ХА, северо-восточный еврейско-арамейский) | 4-10 тыс. (1980-е гг.)                                                             | Семитская: арамейская       | большая часть была вырезана или выселена в Сирию в 1915 году                                                                               |
| черкесский (адыгейский + кабардино-черкесский) | 113369 (1965, перепись), 278000 (2000)                                             | СК: абхазо-адыгская         | переселились после 1860 г. |
| абхазо-абазинский | 12399 (1965, перепись)                                                             | СК: абхазо-адыгская         | переселились после 1860 г. |
| убыхский язык | 0                                                                                  | СК: абхазо-адыгская         | переселились после 1860 г., последний носитель умер в 1992                                                                                 |
| аварский, андийские и цезские (гинухский, цезский, бежтинский) языки                                                                                             | 17 деревень                                                                        | СК: нахско-дагестанская     | переселились во 2-й пол. XIX века; всего свыше 5200 выходцев из Дагестана (1975)                                                           |
| чеченский язык | ок. 10000 (2002)                                                                   | СК: нахско-дагестанская     | переселились после 1860 г. |
| даргинские языки (северодаргинский, цудахарский, кайтагский) | как минимум, 1 деревня                                                             | СК: нахско-дагестанская     | переселились после 1860 г. |
| лакский язык | 300 (4 деревни)                                                                    | СК: нахско-дагестанская     | переселились после 1860 г. |
| лезгинский язык | 1200 (21 деревня)                                                                  | СК: нахско-дагестанская     | переселились после 1860 г. |
| уйгурский язык | 500 (1981)                                                                         | Тюркская: карлукская        | переселились из Китая в 1950-х и 1968 гг.                                                                                                  |
| узбекский язык | 1980 (1982)                                                                        | Тюркская: карлукская        | переселились из СССР и Афганистана в 1945—1982 гг.                                                                                         |
| киргизский язык | 1200 (1982)                                                                        | Тюркская: кыпчакская        | переселились из Ваханского коридора (Афганистан) в 1953 и 1982 гг.                                                                         |
| казахский язык | 2500 (1980)                                                                        | Тюркская: кыпчакская        | переселились из СССР, Китая и Афганистана в 1952—1982 гг.                                                                                  |
| кумыкский язык | 1703 (1975)                                                                        | Тюркская: кыпчакская        | переселились в 1861—1864 гг. |
| сибирско-татарский язык | 700 (1970)                                                                         | Тюркская: кыпчакская        | потомки бухарцев, переселившихся в 1907 году из Сибири                                                                                     |
| ногайский язык | несколько сот                                                                      | Тюркская: кыпчакская        | переселялись с 1783 по конец XIX века |
| карачаево-балкарский язык | 3917 (1975)                                                                        | Тюркская: кыпчакская        | переселялись в 1905 и 1945 гг |
| турецкий язык | 46278000 (1987)                                                                    | Тюркская: огузская          | |
| азербайджанский язык | 136000 (1959—1975)                                                                 | Тюркская: огузская          | вкл. карапапахов; переселялись из России в XIX—XX вв.                                                                                      |
| балкано-тюркский язык | 320000 (1993)                                                                      | Тюркская: огузская          | Юрюки: 320.000 |
| туркменский язык | 920 (1982)                                                                         | Тюркская: огузская          | по-туркменски могут говорить только недавние переселенцы из Средней Азии (Афганистан, Туркменистан); местные «туркмены» говорят по-турецки |
| крымскотатарский язык | несколько миллионов, свыше 40 деревень                                             | Тюркская: огузская          | переселялись с 1783 по конец XIX века |
| гагаузский язык | 7000 (1993)                                                                        | Тюркская: огузская          | |
| эстонский язык | 40-50 (1975)                                                                       | Уральская                   | жители деревни Новоэстонка в Карсе, основанной в 1886, когда это была Россия                                                               |

## Жестовые языки
В крупных городах глухие жители используют турецкий жестовый язык, который изучается в местных школах для детей с нарушениями слуха. Кроме того, на территории Турции независимо развились как минимум два деревенских жестовых языка: мардинский и центральнотаврский. Во времена Османской империи во дворце султана функционировал османский жестовый язык, который зародился среди слуг, не способных к устной речи, а впоследствии был освоен многими придворными, в том числе самим правителем.

## Иностранные языки
Для Турции в целом характерно слабое знание иностранных языков. По данным на 2006 год, 17 % страны могли говорить по-английски, 4 % — по-немецки, 1 % по-французски и 1 % — по-русски.